# Zespół budynków mieszkalno-usługowych przy ulicy Górnickiego we Wrocławiu
Zespół budynków mieszkalno-usługowych przy ulicy Grónickiego, Kolonia WSM, Osiedle WSM – zespół budynków mieszkalno-usługowych, określany w niektórych źródłach także jako osiedle mieszkaniowe, położone we Wrocławiu w ramach samorządowego osiedla Ołbin, zrealizowane w latach 1958–1963 dla Wrocławskiej Spółdzielni Mieszkaniowej, na podstawie projektu stworzonego przez Leszka Tumanowicza i kierowanego przez niego zespołu projektantów. Osiedle obejmuje budynki mieszkalne o adresach: ulica Łukasza Górnickiego 11-37, ulica Henryka Sienkiewicza 74-92, ulica Mikołaja Reja 42-44. Ponadto zbudowano także pawilon handlowo-usługowy przy ulicy Henryka Sienkiewicza 76-84. Zespół tej zabudowy to niewielkie, kameralne osiedle, które było pierwszą tego typu realizacją w obrębie wrocławskiego Śródmieścia, polegającą na budowie, w miejscu kwartału kamienic zniszczonego podczas oblężenia Wrocławia w 1945 r., pośród gęstej, XIX-wiecznej zabudowy pierzejowej, zespołu budynków projektowanego w oparciu o koncepcje modernistyczne. Sam projekt oceniany jest pozytywnie, także współcześnie, przede wszystkim dzięki przemyślanej kompozycji urbanistycznej oraz dzięki architekturze samych budynków, między innymi za jasne mieszkania oraz starannie zakomponowane elewacje z pomysłowym, prostym detalem. Całe założenie przestrzenne osiedla chronione jest w ramach gminnej ewidencji zabytków.

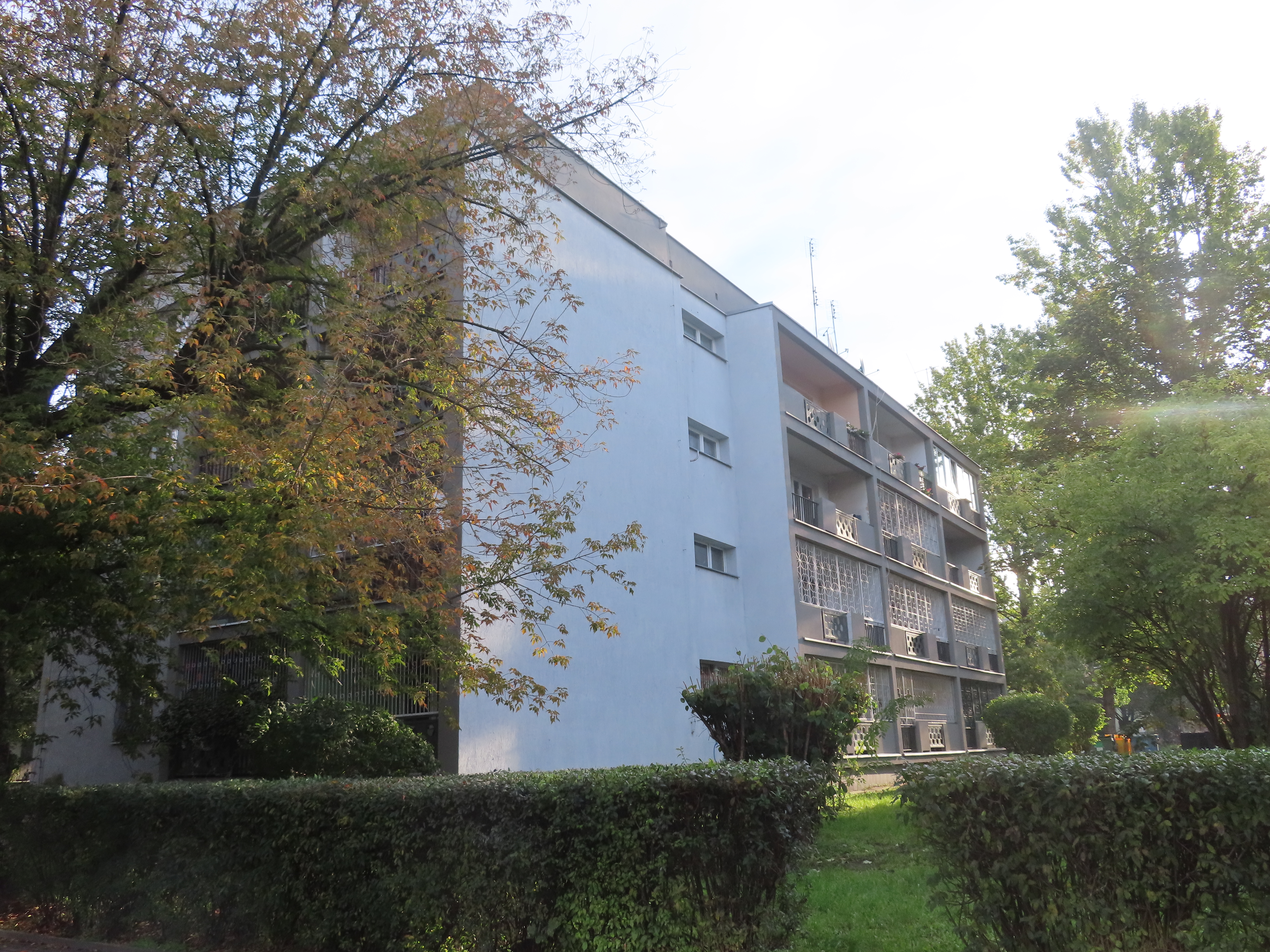
Ul. Ł. Górnickiego 23-25

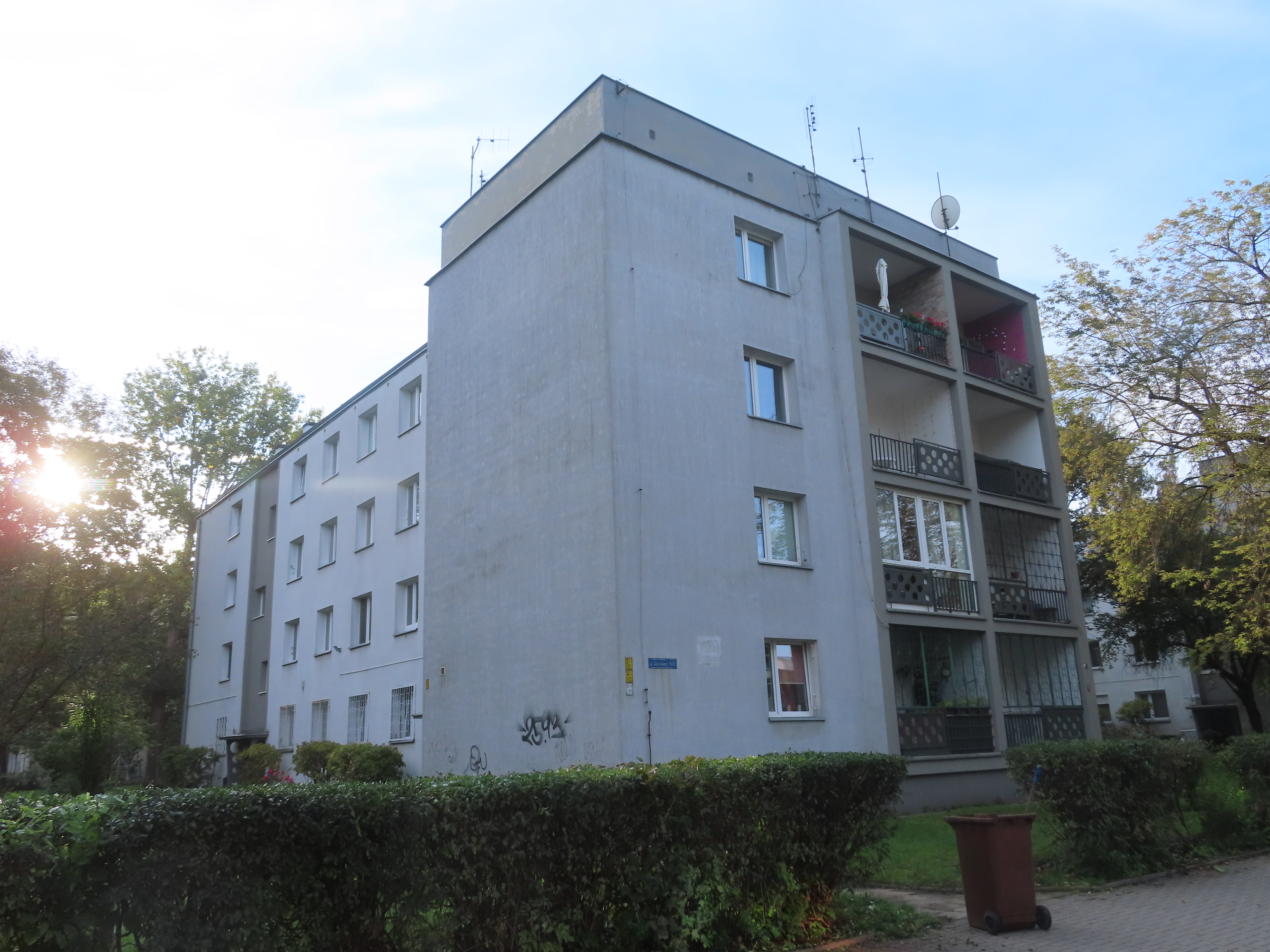
Ul. Ł. Górnickiego 19-21

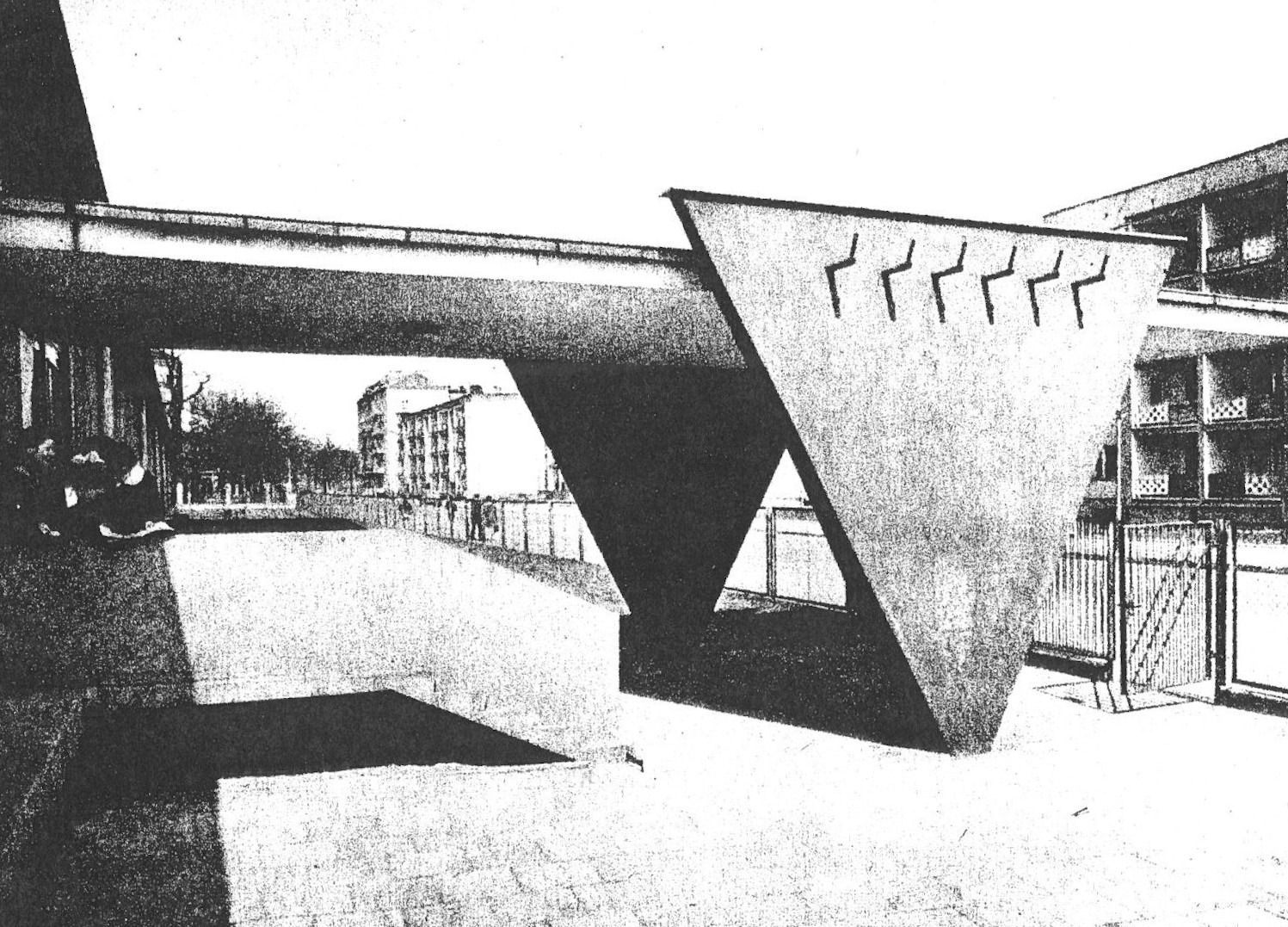
Szkoła, po prawej w tle budynki przy ul. Ł. Górnickiego

## Położenie i otoczenie
Osiedle położone jest we Wrocławiu, na osiedlu Ołbin, w części miasta określanej jako śródmieście. Obszar ten przypisany jest do samorządowego osiedla Ołbin w jego współczesnych granicach, w dawnej dzielnicy Śródmieście. Teren ten określany jest czasem w różnych kontekstach także jako centrum miasta. Jest to teren jednostki urbanistycznej Śródmieście Nadodrzańskie.
Część miasta, w której leży budynek, zaliczana jest do obszarów zabudowy śródmiejskiej, z dużym stopniem wykorzystania terenu oraz z dużą gęstością zaludnienia. Charakterystycznymi cechami takiej zabudowy jest blok urbanistyczny w postaci kwartału zabudowy, z ciągłymi pierzejami wzdłuż ulic i placów. Występują tu także licznie ważne obiekty i obszary publiczne oraz komercyjne. Teren ten charakteryzuje się także wyjątkowo korzystnym lub bardzo dobrym dostępem do infrastruktury komunikacyjnej, w sąsiedztwie zespołu zabudowy znajdują się przystanki tramwajowe dla linii komunikacyjnych w ramach wrocławskiej komunikacji miejskiej (w ciągu ulic: ulica Henryka Sienkiewicza, ulica Nowowiejska).

## Historia
Miejsce, w którym zbudowano kolonię WSM, przed II wojną światową stanowiło obszar o charakterze śródmiejskim gęsto zabudowany głównie kamienicami mieszkalnymi rozmieszczonymi w układzie pierzejowym, ewentualnie z oficynami i inną zabudową we wnętrzach międzyblokowych. W wyniku prowadzenia działań wojennych podczas oblężenia Wrocławia z 1945 r. część zabudowy uległa zniszczeniu, choć zniszczenia w tej części miasta były w porównaniu choćby z dzielnicami południowymi i zachodnimi znacznie mniejsze. Pośród zachowanej przedwojennej tkanki miejskiej powstały mniejsze lub większe wolne przestrzenie. Jednym z takich obszarów był teren objęty ulicą Łukasza Górnickiego, Henryka Sienkiewicza, Mikołaja Reja i Chemiczną oraz częściowo na północ od tej ostatniej ulicy. W latach 50. XX wieku teren ten odgruzowano. Powstała także wówczas koncepcja zbudowania osiedla wśród gęstej, XIX-wiecznej zabudowy, dla powstałej w 1946 r. Wrocławskiej Spółdzielni Mieszkaniowej. Autorem projektu był Leszek Tumanowicz, pracujący ówcześnie w Wojewódzkim Biurze Projektów Budownictwa Wiejskiego we Wrocławiu (W.B.P.B.W.), w którym powstało to opracowanie. Przy tworzeniu projektu, oprócz Leszka Tumanowicza, który kierował pracami, zajmował się zespół biura projektów. W jego skład wchodzili projektanci: T. Szerbak, B. Pepłowski, R. Zwiernik, K. Jermołowicz, J. Gierczak, L. Zółtkowski oraz konstruktorzy: E. Łobodziński, M. Kosiba. W październiku 1958 r. powstała wstępna koncepcja architektoniczna nowego osiedla przeznaczonego dla około 400 mieszkańców, jednakże ten projekt nie został w pełni zrealizowany. Lokalizację osiedla zatwierdziło Prezydium Rady Narodowej miasta Wrocławia i Miejski Zarząd Architektoniczno-Budowlany w dniu 7.10.1958 r. Do realizacji został skierowany jednak projekt zmieniony, opracowany na zlecenie ówczesnego Głównego Architekta miasta Wrocławia A. Kulicza w lutym 1959 r. W stosunku do pierwotnych wersji zrezygnowano z budowy dominanty w formie budynku punktowego połączonego z dwukondygnacyjną kawiarnią, a zamiast niego dodano kolejny blok mieszkalny, zrezygnowano z dwóch typów budynków na rzecz jednego przy ulicy Łukasza Górnickiego oraz zmniejszono i uproszczono pawilon kawiarni, oraz zmieniono program użytkowy poprzez zwiększenie liczby mieszkań o mniejszej powierzchni użytkowej, a tym samym o mniejszej ilości izb (typ PK i 2PK), bowiem w projekcie pierwotnym miały przeważać mieszkania trzypokojowe i czteropokojowe (typ 3PK i 4PK). Budynki mieszkalne budowane były w latach 1959–1961. W tym samym czasie po przeciwnej stronie ulicy Łukasza Górnickiego zbudowano nową szkołę – budynek szkoły przy ulicy Łukasza Górnickiego 20 (szkoła podstawowa nr 84). Realizację całego osiedla zakończono w 1963 r.
Pawilon handlowo-usługowy jest tym budynkiem w ramach osiedla, który najbardziej wzbudzał i wzbudza wątpliwości co do jego ukształtowania do tego stopnia, iż wskazuje się go jako obiekt, którego realizacja, pierwotnie dla potrzeb kawiarni, okazała się największym problemem. W zamyśle i wykonaniu stworzono tu swego rodzaju parawan, oddzielający wnętrze międzyblokowe i budynki mieszkalne od ruchliwej arterii. W toku prac nad projektem osiedla i tego konkretnego budynku był on wielokrotnie modyfikowany. Także współcześnie wskazuje się na uzasadnioną możliwość wprowadzenia jego modyfikacji. Pierwotny projekt budynku został opracowany w 1958 r. przez J. Gierczaka. W tej pierwszej wersji zaproponowano malowniczą, dwukondygnacyjną kawiarnię, z rampami i tarasem. Obiekt miał stanowić ważny akcent przy głównym ciągu komunikacyjnym – ulicy Henryka Sienkiewicza. Następnie opisana koncepcja była kilkakrotnie zmieniana. Ostatecznie w celu opracowania nowej, skromniejszej koncepcji zmierzającej do znalezienia oszczędności, zlecono to zadanie Spółdzielczemu Przedsiębiorstwu Projektowemu. Nowy projekt opracował w 1961 r. J. Zachodny, we współpracy z J. Gierczakiem. Opracowany projekt zakładał zachowanie pierwotnego obrysu budynku przy jego obniżeniu do jednej kondygnacji. Powstały dwa pawilony, połączone ze sobą dachem i podcieniem. Urządzono w nich ówcześnie kawiarnię, sklep spożywczy oraz kiosk Ruchu. W swojej formie jest to budynek w stylistyce uproszczonego modernizmu. Od strony ulicy na elewacjach umieszczono duże przeszklenia i charakterystyczny podcień wsparty na słupach. Budowa pawilonu prowadzona była w latach 1961–1962.

## Określenia i nazwy
Osiedle to nie ma współcześnie nazwy własnej. W publikacjach spotyka się następujące określenia dla tego założenia przestrzennego i zespołu zabudowy:
- Kolonia WSM[11]
- Osiedle WSM[11][18][22]
- Osiedle mieszkaniowe WSM[23]
- Osiedle przy ul. Górnickiego[22][24][25]
- Zespół budynków mieszkalno-usługowych przy ulicy Górnickiego[26][27][28][29]
- Zespół domów mieszkalno-usługowych przy ulicy Łukasza Górnickiego[30]
- Zespół mieszkaniowo-usługowy w rejonie ulic Ł. Górnickiego, H. Sienkiewicza, M. Reja i Nowowiejskiej[2].

## Zabudowa i zagospodarowanie terenu
Układ zabudowy osiedla obejmuje budynki położone zarówno wzdłuż ulic jak i w układzie grzebieniowym. Przy ulicy Henryka Sienkiewicza, stanowiącej ulicę zbiorczą dla osiedla, umiejscowiono pawilon handlowo-usługowy w linii dawnej zabudowy i wieloklatkowy budynek położony wzdłuż ulicy, ale cofnięty względem tej linii. Taki zabieg umożliwił wydzielenie pasa zieleni izolującej nieco budynek mieszkalny od ruchliwej arterii. Przy ulicy Łukasza Górnickiego rozmieszczono z kolei pięć bloków w układzie grzebieniowym o rozluźnionym układzie zabudowy. Między blokami urządzono szerokie pasy zieleni, a we wnętrzu kwartału ukształtowano pełne zieleni osiedlowe wnętrze międzyblokowe. Dzięki temu budynki mieszkalne otoczone są zielenią. Dalej położony jest trzyklatkowy budynek wzdłuż ulicy oraz jednoklatkowy budynek z przejazdem bramowym przylegający do zachowanego fragmentu pierzei wschodniej. Natomiast przy ulicy Mikołaja Reja teren od strony wschodniej domyka budynek zlokalizowany wzdłuż ulicy i przylegający do pojedynczej, zachowanej kamienicy. Tak ukształtowaną kompozycję urbanistyczną określa się jako zróżnicowaną i częściowo dostosowaną do otoczenia. 
Budowa osiedla spowodowała przerwanie biegu ulicy Chemicznej na odcinku od ulicy Łukasza Górnickiego do Mikołaja Reja, niegdyś stanowiącej jedną całość, gdyż obecnie ulica ta kończy się przy ulicy Łukasza Górnickiego oraz obejmuje zachowany fragment — sięgacz połączony z ulicą Mikołaja Reja.

## Nieruchomości i własność
Budynki osiedla posadowione są na następujących działkach gruntu:
| adres                                     | pole powierzchni | klasoużytek                 | Identyfikator EGiB G5                |
| adres                                     | pole powierzchni | klasoużytek                 | Identyfikator IIP PL.PZGiK.112.EGiB  |
| ----------------------------------------- | ---------------- | --------------------------- | ------------------------------------ |
| ulica Łukasza Górnickiego 11, 13          | 1.748 m²         | B - Tereny mieszkaniowe     | 026401_1.0005.AR_15.132              |
| ulica Łukasza Górnickiego 11, 13          | 1.748 m²         | B - Tereny mieszkaniowe     | CE23BFF6-7E06-400A-B767-5E5658ED1336 |
| ulica Łukasza Górnickiego 15, 17          | 1.777 m²         | B - Tereny mieszkaniowe     | 026401_1.0005.AR_15.133              |
| ulica Łukasza Górnickiego 15, 17          | 1.777 m²         | B - Tereny mieszkaniowe     | 9739D53B-D3F0-48CF-BFD1-158337DFB924 |
| ulica Łukasza Górnickiego 19, 21          | 1.976 m²         | B - Tereny mieszkaniowe     | 026401_1.0005.AR_15.134              |
| ulica Łukasza Górnickiego 19, 21          | 1.976 m²         | B - Tereny mieszkaniowe     | 207B3CB9-1A8C-49ED-8E89-D9EECED9E291 |
| ulica Łukasza Górnickiego 23, 25          | 1.954 m²         | B - Tereny mieszkaniowe     | 026401_1.0005.AR_15.135              |
| ulica Łukasza Górnickiego 23, 25          | 1.954 m²         | B - Tereny mieszkaniowe     | 9C9C5C53-AE7E-42FF-B453-5236414B38F4 |
| ulica Łukasza Górnickiego 27, 29          | 1.280 m²         | B - Tereny mieszkaniowe     | 026401_1.0005.AR_15.141              |
| ulica Łukasza Górnickiego 27, 29          | 1.280 m²         | B - Tereny mieszkaniowe     | A978D841-8BBD-4F92-94F0-16EE6FCABDC7 |
| ulica Łukasza Górnickiego 31, 33, 35      | 1.642 m²         | B - Tereny mieszkaniowe     | 026401_1.0005.AR_15.71/16            |
| ulica Łukasza Górnickiego 31, 33, 35      | 1.642 m²         | B - Tereny mieszkaniowe     | 026401_1.0005.AR_15.71/16            |
| ulica Łukasza Górnickiego 37              | 909 m²           | B - Tereny mieszkaniowe     | 026401_1.0005.AR_15.131              |
| ulica Łukasza Górnickiego 37              | 909 m²           | B - Tereny mieszkaniowe     | A973A158-CE54-4703-BECD-7057BBF0945C |
| ulica Mikołaja Reja 42, 44                | 1.500 m²         | B - Tereny mieszkaniowe     | 026401_1.0005.AR_15.136              |
| ulica Mikołaja Reja 42, 44                | 1.500 m²         | B - Tereny mieszkaniowe     | D211F43F-8A0D-4328-9AE7-E72A6719C027 |
| ulica Henryka Sienkiewicza 76-84          | 1.425 m²         | Bi - Inne tereny zabudowane | 026401_1.0005.AR_15.139              |
| ulica Henryka Sienkiewicza 76-84          | 1.425 m²         | Bi - Inne tereny zabudowane | 79D0DDC2-1DE4-4F04-B65C-EF19E8C313C4 |
| ulica Henryka Sienkiewicza 86, 88, 90, 92 | 3.186 m²         | B - Tereny mieszkaniowe     | 026401_1.0005.AR_15.81/20            |
| ulica Henryka Sienkiewicza 86, 88, 90, 92 | 3.186 m²         | B - Tereny mieszkaniowe     | A041B6A8-3162-4AA1-995F-6B68522FF47E |

Wyżej wykazane nieruchomości gruntowe zabudowane budynkami mieszkalnymi stanowią współwłasność i należą do osób fizycznych i innych osób prawnych, natomiast nieruchomość handlowo-usługowa stanowi własność Gminy Wrocław, lecz ustanowiono na niej prawo użytkowania wieczystego, podobnie jak dla wnętrza międzyblokowego począwszy od ulicy Henryka Sienkiewicza do ulicy Chemicznej. Sama ulica Chemiczna i sięgacz ulicy Łukasza Górnickiego stanowią własność gminy, ale pozostają w zarządzie, użytkowaniu. Wnętrze międzyblokowe na północ od ulicy Chemicznej i sięgacza również stanowi własność Gminy Wrocław lecz pozostaje w bezpośrednim jej zarządzie. Znajduje się tu pod adresem ulica Łukasza Górnickiego 37a budynek Ośrodka Rehabilitacyjno-Edukacyjnego OSTOJA.

## Budynki

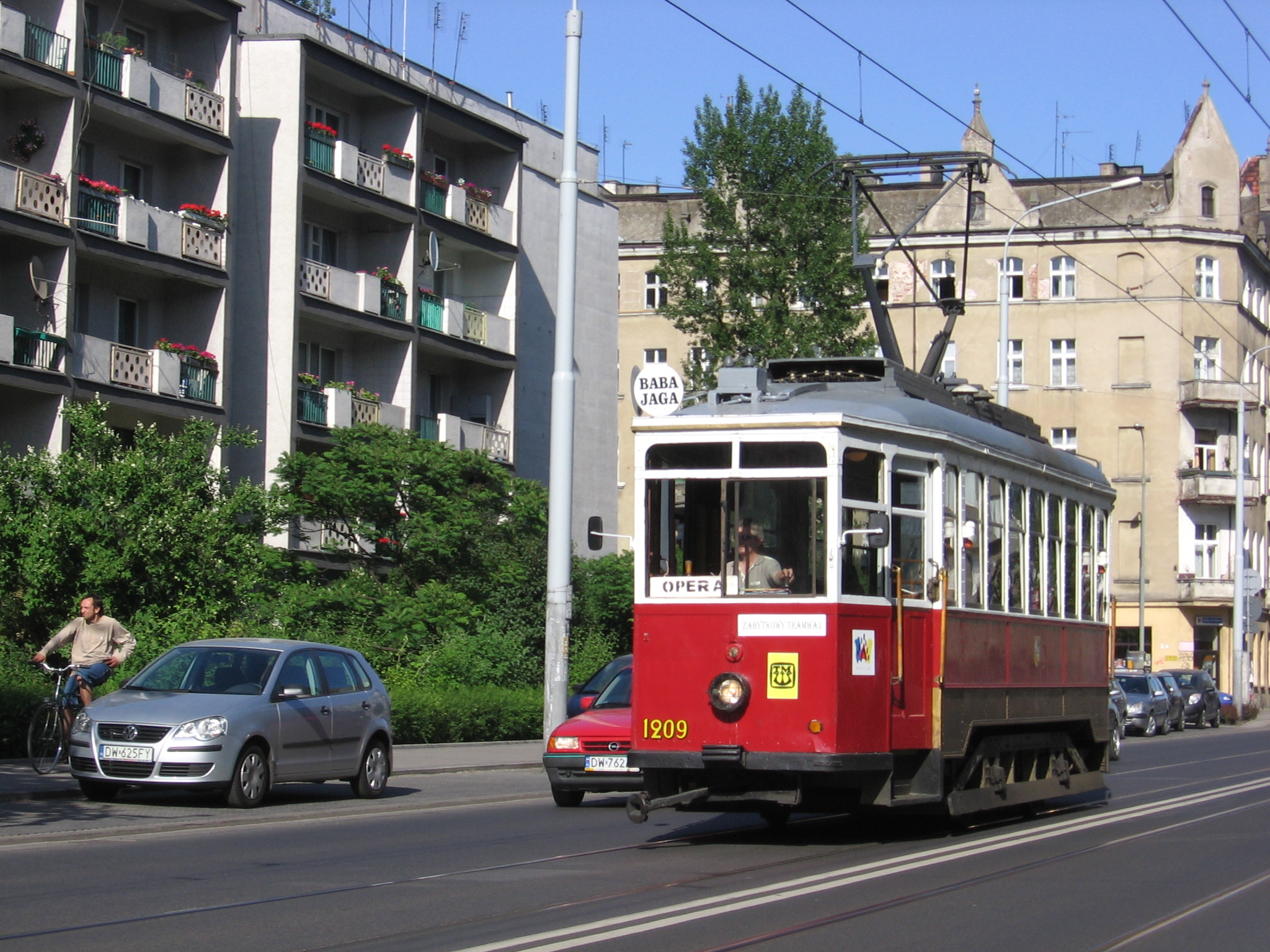
Budynek przy ul. H. Sienkiewicza (po lewej)

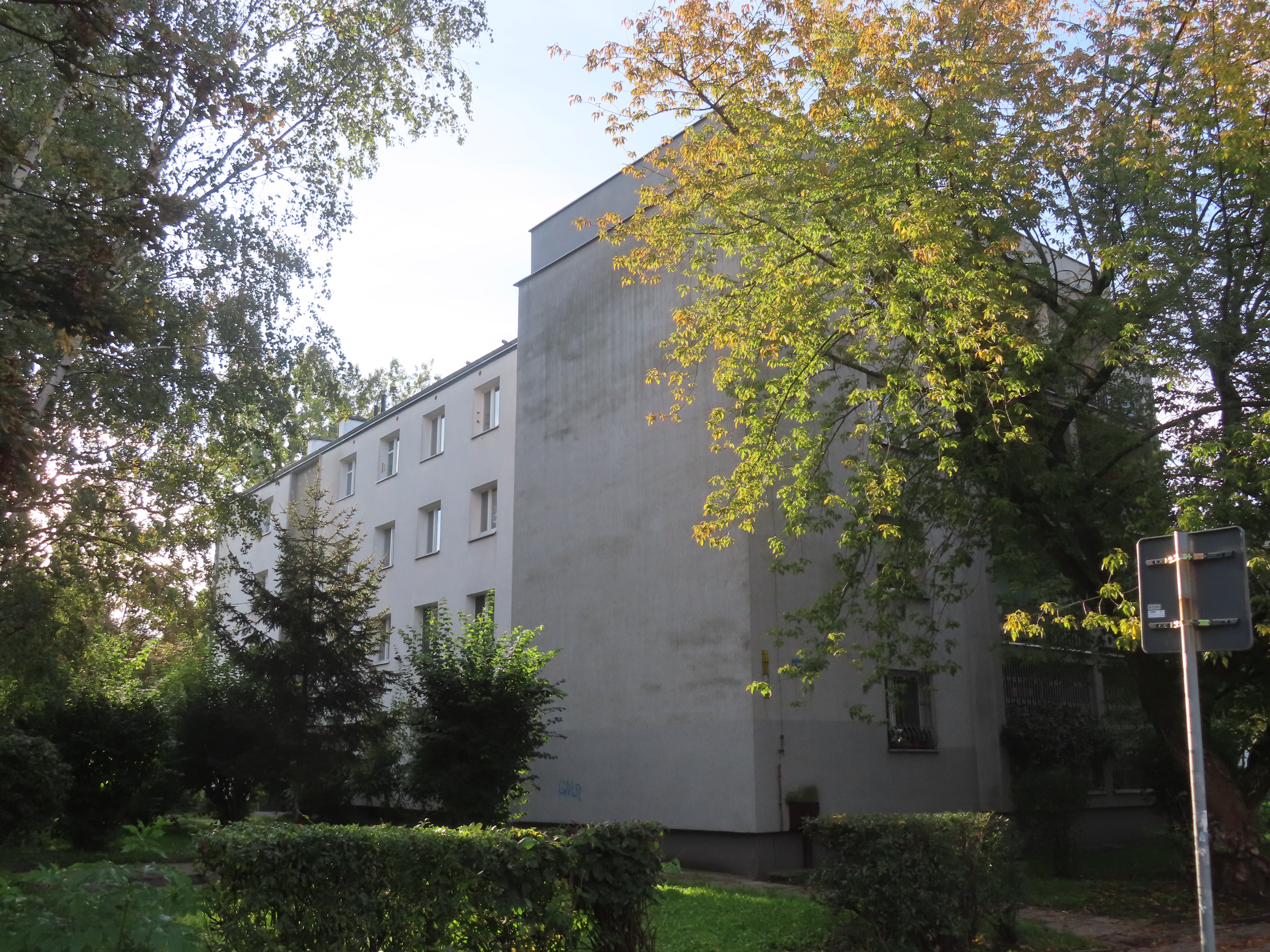
Ul. Ł. Górnickiego 23-25

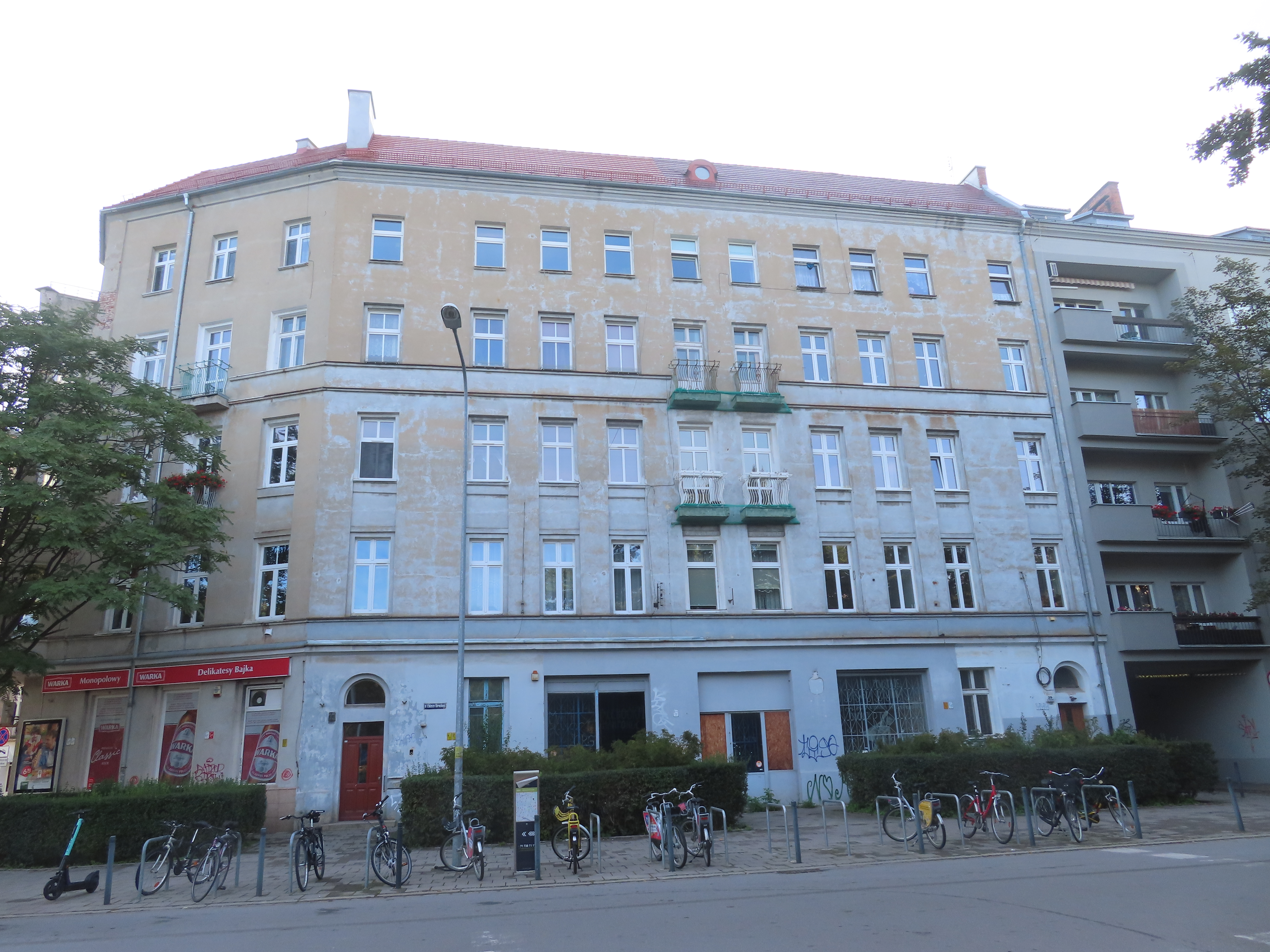
Ul. Ł. Górnickiego 39-41, po prawej budynek nr 37 z przejazdem bramowym

W ramach osiedla powstało siedem budynków wolnostojących, dwa budynki przylegające do zachowanej zabudowy (określane także jako budynki plombowe) oraz jeden wolnostojący pawilon usługowy. Są to następujące budynki:
| adres                                     | powierzchnia zabudowy | liczba kondygnacji nadziemnych | rodzaj wg KŚT                       | Identyfikator EGiB G5                |
| adres                                     | powierzchnia zabudowy | liczba kondygnacji nadziemnych | rodzaj wg KŚT                       | Identyfikator IIP PL.PZGiK.112.EGiB  |
| ----------------------------------------- | --------------------- | ------------------------------ | ----------------------------------- | ------------------------------------ |
| ulica Łukasza Górnickiego 11, 13          | 426 m²                | 4                              | m - budynki mieszkalne (110)        | 026401_1.0005.AR_15.132.1_BUD        |
| ulica Łukasza Górnickiego 11, 13          | 426 m²                | 4                              | m - budynki mieszkalne (110)        | 37791F86-8BF9-42D2-997D-A44E02D63143 |
| ulica Łukasza Górnickiego 15, 17          | 423 m²                | 4                              | m - budynki mieszkalne (110)        | 026401_1.0005.AR_15.133.1_BUD        |
| ulica Łukasza Górnickiego 15, 17          | 423 m²                | 4                              | m - budynki mieszkalne (110)        | 429E7B21-EED7-4BE5-9D96-8D43A3C10B11 |
| ulica Łukasza Górnickiego 19, 21          | 428 m²                | 4                              | m - budynki mieszkalne (110)        | 026401_1.0005.AR_15.134.1_BUD        |
| ulica Łukasza Górnickiego 19, 21          | 428 m²                | 4                              | m - budynki mieszkalne (110)        | 7B50BBE0-CCCC-4B20-9B35-1465FE519D87 |
| ulica Łukasza Górnickiego 23, 25          | 427 m²                | 4                              | m - budynki mieszkalne (110)        | 026401_1.0005.AR_15.135.1_BUD        |
| ulica Łukasza Górnickiego 23, 25          | 427 m²                | 4                              | m - budynki mieszkalne (110)        | 37B74421-6762-4F67-84E6-CE1AB6B22606 |
| ulica Łukasza Górnickiego 27, 29          | 434 m²                | 4                              | m - budynki mieszkalne (110)        | 026401_1.0005.AR_15.141.1_BUD        |
| ulica Łukasza Górnickiego 27, 29          | 434 m²                | 4                              | m - budynki mieszkalne (110)        | A235E8AB-7F43-4B23-BFFC-C53A63CCAAD0 |
| ulica Łukasza Górnickiego 31, 33, 35      | 659 m²                | 4                              | m - budynki mieszkalne (110)        | 026401_1.0005.AR_15.71/16.1_BUD      |
| ulica Łukasza Górnickiego 31, 33, 35      | 659 m²                | 4                              | m - budynki mieszkalne (110)        | 3CACF559-EF2F-4CC3-AD28-EEFA5C0B5C1A |
| ulica Łukasza Górnickiego 37              | 202 m²                | 5                              | m - budynki mieszkalne (110)        | 026401_1.0005.AR_15.131.1_BUD        |
| ulica Łukasza Górnickiego 37              | 202 m²                | 5                              | m - budynki mieszkalne (110)        | BE3B5A73-238A-4629-AAC7-480A117ACC32 |
| ulica Mikołaja Reja 42, 44                | 244 m²                | 5                              | m - budynki mieszkalne (110)        | 026401_1.0005.AR_15.136.1_BUD        |
| ulica Mikołaja Reja 42, 44                | 244 m²                | 5                              | m - budynki mieszkalne (110)        | BEA89350-3FE7-414C-B351-063A6E66C610 |
| ulica Henryka Sienkiewicza 76-84          | 748 m²                | 1                              | h - budynki handlowo-usługowe (103) | 026401_1.0005.AR_15.139.1_BUD        |
| ulica Henryka Sienkiewicza 76-84          | 748 m²                | 1                              | h - budynki handlowo-usługowe (103) | A8000915-2349-402B-B910-4E81655E4107 |
| ulica Henryka Sienkiewicza 86, 88, 90, 92 | 886 m²                | 5                              | m - budynki mieszkalne (110)        | 026401_1.0005.AR_15.81/20.1_BUD      |
| ulica Henryka Sienkiewicza 86, 88, 90, 92 | 886 m²                | 5                              | m - budynki mieszkalne (110)        | 86F641FF-94C2-419F-AF78-6824B0597145 |

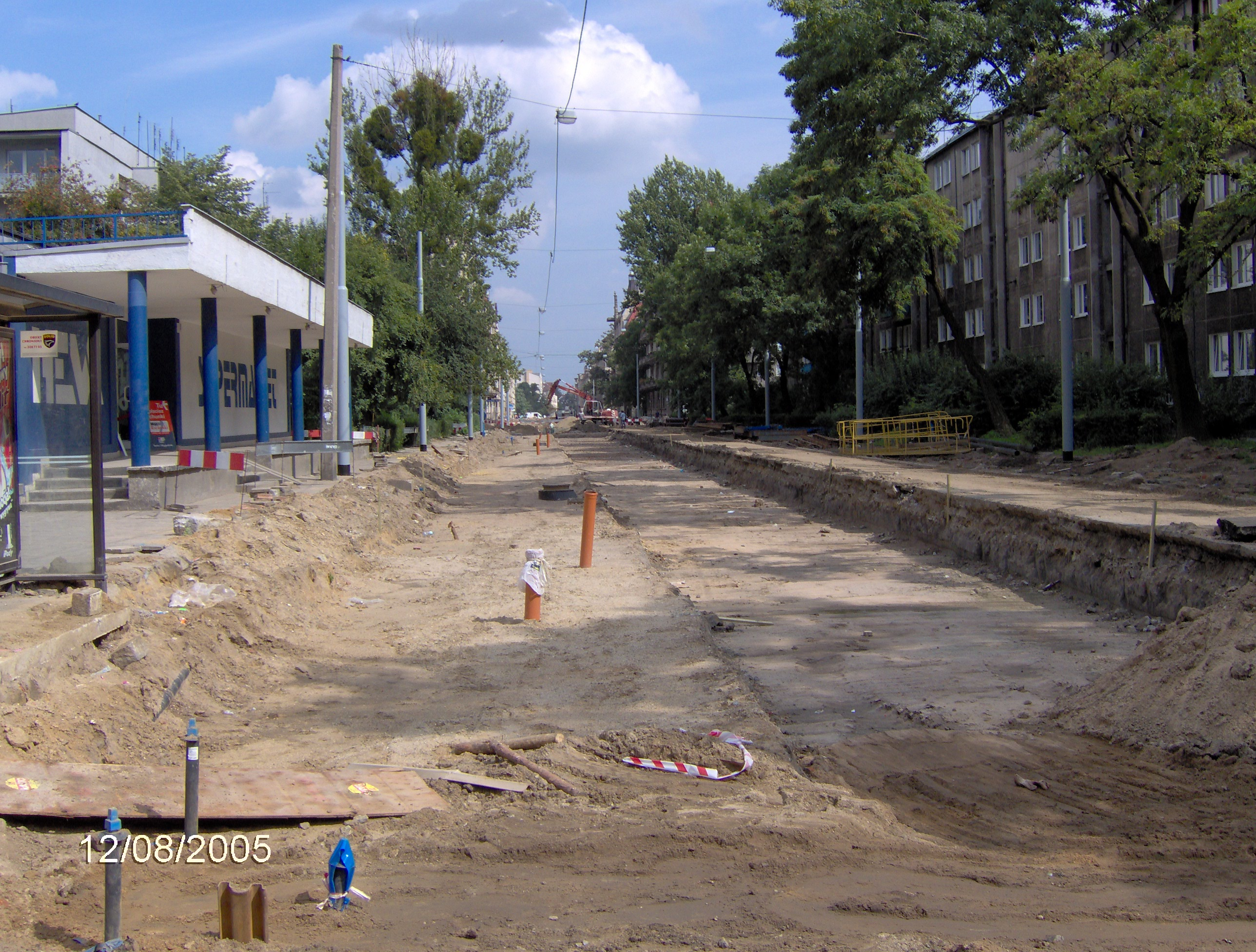
Sklep (po lewej)

W pawilonie handlowo-usługowym przy ulicy Henryka Sienkiewicza 76-84 współcześnie urządzony jest między innymi sklep – supermarket – należący do franczyzowej sieci o charakterze ogólnopolskim Delikatesy Centrum.

## Architektura

### Wprowadzenie
Budynki mieszkalne, które powstały w ramach osiedla WSM, wykonano w stylistyce modernistycznej przy wykorzystaniu abstrakcyjnego detalu. Cechuje je pewna rozpoznawalność dzięki zastosowaniu przez projektanta ciekawych, mimo swej prostoty, rozwiązań. Szczególną uwagę zwracają starannie opracowane elewacje. W ich kształtowaniu wykorzystano pomysłowy, prosty detal, światłocieniowe układy loggii i balkonów, oraz skosy. Te ostatnie wykorzystano zarówno w kształcie balkonów, jak i w ściankach osłaniających dachy. W pionach klatek schodowych wbudowano pasami luksfery, podkreślające ten element budynków. Współcześnie część z nich zamurowano ścianą pełną lub zastąpiono oknami przez co ten akcent został zatarty. Inną charakterystyczną cechą elewacji są balkony. O ich specyfice decydują ażurowe balustrady balkonowe. Nieco odmienne ukształtowanie zwieńczenia opracowano dla budynku przy ulicy Henryka Sienkiewicza 86, 88, 90, 92. Mianowicie na jego dachu urządzono duży taras. Prowadzi na niego wejście chronione ukośnymi daszkami, wspartymi na podporach w kształcie litery „V”. Mieszania ukształtowane wewnątrz budników określa się jako jasne i przestronne, a do każdego z nich przylega balkon lub loggia.

### Budynki mieszkalne

#### Ulica Łukasza Górnickiego 37
Ten budynek określany jest jako plombowy. Przylega bowiem do zachowanej kamienicy pod numerem 39. Kubatura budynku wynosi 4.500 m³, a powierzchnia użytkowa 693 m². Charakterystycznymi elementami obiektu w stosunku do innych budynków zespołu zabudowy jest przejazd bramowy oraz inaczej ukształtowany dach. Budynek został ukształtowany na planie prostokąta o dłuższym boku równoległym w stosunku do ulicy, przy której jest posadowiony. Bryłę budynku określa się jako zwartą. Wejście do jednej klatki schodowej, położonej w centralnej części budynku, umiejscowione jest od strony podwórza. Jest to podpiwniczony budynek pięciokondygnacyjny z poddaszem. Przykryty jest dachem trójspadowym z lukarnami. Gzyms koronujący tego budynku stanowi kontynuację linii gzymsu przylegającej kamienicy. Elewacja zachodnia, od strony ulicy, jest asymetryczna. Wykreowane jest na niej pięć osi. Trzy z nich wyznaczone są przez piony okien, w tym na jednym z nich z wyjściem na mały balkon, a dwie przez okno i przylegające do niego drzwi balkonowe na obramowane loggie. Te dwie osie położone są nad wspomnianym przejazdem bramowym w poziomie terenu. Elewacja wschodnia, od strony podwórza, jest symetryczna i również ma pięć osi. W osi wejścia do klatki schodowej wykonano płytką wnękę na całej wysokości budynku. Współczesne okna doświetlające schody zastępują pierwotne rozwiązanie w postaci całkowitego jego przeszklenia za pomocą naprzemiennie rozmieszczonych poziomych pasów luksferów i okien. Elewacja południowa asymetryczna o jednej osi z pionem dużych okien balkonowych i samych balkonów z częściowo ażurową balustradą. Układ mieszkań na parterze i wyższych kondygnacjach różni się od siebie. Na czterech kondygnacjach powtarzalnych wyodrębniono następujące układy mieszkań: jedno mieszkanie o jednym pokoju o powierzchni 29,4 m², w którym znajduje się także widna kuchnia oraz mała łazienka i do którego przylega balkon, dwa mieszkania dwupokojowe – jedno o powierzchni 53,6 m², a drugie o powierzchni 56,7 m² – każde z balkonem, widną kuchnią, małą łazienką bez okna i z systemem szaf wbudowanych. Na poddaszu urządzono suszarnię.

#### Ulica Łukasza Górnickiego 31, 33, 35
Jest to budynek wolnostojący, o trzech klatkach schodowych, dłuższym bokiem umieszczonym wzdłuż ulicy, ukształtowany na planie prostokąta, o zwartej bryle, z czterem kondygnacjami nadziemnymi i jednej kondygnacji podziemnej. Kubatura budynku wynosi 9.300 m³, a powierzchnia użytkowa 1.714 m². Przykryty jest dachem płaskim, z lekkim spadkiem w kierunku wschodnim, który z trzech stron osłonięty jest niską ścianką attykową. Wejścia do klatek schodowych zostały wykonane od strony ulicy, a dodatkowe wejścia do piwnicy od strony północnej i południowej. Elewacja zachodnia, stanowiąca fasadę od strony ulicy, jest symetryczna. Ma piętnaście osi i cztery wyraźnie wydzielone części, który kreowany jest przez piony klatek schodowych cofniętych względem lica muru balkonów. Są one objęte wspólnym obramowaniem tworzącym moduły, przy czym skrajne moduły są pojedyncze, a środkowe podwójne. Balkony mają balustrady o naprzemiennym układzie, na które składają się kolejno: pełna ścianka, osłona z wyciętymi kołami, ścianka i ażurowa balustrada. Klatki schodowe doświetlone trzema dwudzielnymi oknami, przy czym pierwotnie były to pionowe otwory wypełnione luksferami. Elewacja zachodnia również jest symetryczna, szesnastoosiowa, przy czym osie te wyznaczają piony prostokątnych dwudzielnych okien. Analogicznie do siebie ukształtowano elewacje północną i południową. Są one asymetryczne, z jedną osią od strony podwórza wyznaczoną przez pion prostokątnych, dwudzielnych okien. We wnętrzu układy mieszkań klatek skrajnych różnią się od klatki środkowej. W skrajnych klatkach na każdym piętrze rozmieszczono trzy mieszkania, w tym dwa mieszkania dwupokojowe o powierzchni 51,5 m² każde i jedno mieszkanie jednopokojowe powierzchni 36,9 m². W klatce środkowej są po cztery mieszkania na piętrze. Obejmują następujące rozkłady: dwa dwupokojowe mieszkania o powierzchni wynoszącej 51,5 m² i dwa jednopokojowe 21,5 m². W większości mieszkań znajdują się widne kuchnie, z wyjątkiem małych mieszkań jednopokojowych, w których urządzono aneksu kuchenne, łazienki bez okien i miejsce na szafy wbudowane.

#### Budynki grzebieniowe
Budynki położone przy ulicy Łukasza Górnickiego począwszy od numeru 13 do numeru 29 to zespół pięciu dwuklatkowych, wolnostojących budynków powtarzalnych położonych w układzie grzebieniowym, prostopadle względem ulicy. Dwa z tych budynków posiadają schrony, z szybami dla potrzeb wentylacji od strony podwórza. Są to budynki pod numerami 15-17 i 23-25. Budynki są czterokondygnacyjne, podpiwniczone. Kubatura pojedynczego budynku wynosi 6.200 m³, a powierzchnia użytkowa 1.150 m². Każdy z tych budynków ma zwartą bryłę opartą na planie o kształcie zbliżonym do litery „L”, a sama bryła przypomina zestawienie dwóch prostopadłościanów, przy czym krótsze skrzydło jest równoległe do ulicy. Wejścia umieszczone są po stronie północnej. Budynki przykryte są dachami płaskimi z lekkim spadkiem w kierunku północnym. Od ulicy dach osłonięte są niskimi ściankami attykowymi, od strony podwórza ścianka ze skośną krawędzią, zbiegająca się z połacią dachu. Wszystkie elewacje w każdym z budynków są asymetryczne. Północne i południowe mają po siedem osi, a zachodnie trzy osie i wschodnie dwie osie. Na elewacjach południowych znajdują się balkony ujmowane we wspólne obramowanie kreujące po trzy pionowe moduły. W każdym z nich ukształtowano po dwie osie, na które składają się dwudzielne okno oraz okno połączone z drzwiami balkonowymi. Siódmą skrajną oś kreują wąskie, trójdzielne okna o formie poziomego prostokąta. Charakterystycznie ukształtowane są balustrady balkonów, o rozmieszczeniu naprzemiennym, na które składają się kolejno: pełna ścianka, osłona z wyciętymi kołami, ścianka i ażurowa balustrada. Na elewacjach południowych osie wyznaczają dwudzielne okna i dwa piony klatek schodowych. Kolejno są to: pion okien, pion klatki schodowej w płytkiej wnęce, cztery osie okien i kolejny pion klatki schodowej w płytkiej wnęce. Detal architektoniczny zdobi wejścia do klatek schodowych. Są to daszki wsparte na skośnych ściankach rozszerzających się ku górze, dodatkowo z trzema okrągłymi prześwitami, przy czym przy zachodnim wejściu z jednej strony daszki wspierają się na ścianie budynku. Klatki schodowe doświetlone trzema dwudzielnymi oknami, przy czym pierwotnie były to pionowe otwory wypełnione luksferami. Na elewacji zachodniej znajdują się dwie osie zaznaczone balkonami we wspólnym obramieniu wysuniętym przed lico muru oraz skrajna oś wyznaczona przez typowe okna dwudzielne. Układ balustrad balkonowych analogiczny jak na elewacji południowej. Na elewacji wschodniej umieszczono balkony o kształcie zbliżonym do trójkąta, na które prowadzi wejście poprzez drzwi balkonowe, do których przylega okno. Balustrady balkonów wykonano jako ażurowe z kątowników. Umieszczono tu donice na kwiaty. Drugą oś architektoniczna stanowią typowe okna dwudzielne. Na każdym piętrze znajdują się po trzy mieszkania. Są to następujące ich typy: jedno trzypokojowe o powierzchni 64,9 m², jedno dwupokojowe o powierzchni 56,1 m² i jedno mieszkanie jednopokojowe o powierzchni 29,5 m². We wszystkich mieszkaniach udało się wydzielić widne kuchnie, nieduże łazienki bez okna i ukształtować miejsce na systemem wbudowanych szaf.

#### Ulica Henryka Sienkiewicza 86-92
Budynek przy ulicy Henryka Sienkiewicza 86-92 jest wolnostojący, o czterech klatkach schodowych i z szybem wentylacyjnym schronu od strony podwórza. Kubatura budynku wynosi 14.600 m³, a powierzchnia użytkowa 2.858 m². Bryła budynku jest zwarta. Ma pięć kondygnacji nadziemnych i jedną podziemną. Przykryty jest dachem płaskim, który w części południowej przesłonięty ścianką attykową, a w części północnej obniżony. Na tym o obniżeniu ukształtowano taras zabezpieczony balustradą z kątowników. W rzucie prostokątnym na płaszczyznę terenu budynek ma kształt prostokąta stawionego dłuższym bokiem wzdłuż ulicy, z wejściami od strony ulicy oraz dwoma wejściami od strony podwórza. Dodatkowo od strony wschodniej i zachodniej z poziomu terenu znajdują się wejścia do boków przeznaczonych do przechowywania motocykli i rowerów. W bryle budynku dostrzegalne są niewielkie ryzality w narożnikach od strony północnej. Elewacja południowa, kształtująca północną pierzeję ulicy, jest symetryczna, o szesnastu osiach i wyraźnym podziale na trzy części. Po tej stronie wykonano balkony wysunięte przed lico muru. Są one ujęte wspólnym obramowaniem kształtującym trzy podwójne, pionowe moduły, oddzielone od siebie pojedynczymi osiami wykreowanym poprzez drzwi wejściowe do klatek schodowych, a powyżej poziomu terenu, wąskie, trójdzielne okna o formacie poziomego prostokąta. Charakterystycznie ukształtowane są, podobnie jak w innych budynkach, balustrady balkonów, o rozmieszczeniu naprzemiennym, na które składają się kolejno: pełna ścianka, osłona z wyciętymi kołami, ścianka i ażurowa balustrada. Północna elewacja jest również symetryczna i szesnastoosiowa, podzielona na trzy części wnękami pionów klatek schodowych. Dwa środkowe i dwa skrajne piony ukształtowane są tak samo. W środkowych pionach detal architektoniczny zdobi wejścia do klatek schodowych. Są to daszki wsparte na skośnych ściankach rozszerzających się ku górze, dodatkowo z trzema okrągłymi prześwitami. Przy pionach skrajnych również umieszczono daszki podobnie ukształtowane, przy czym z jednej strony wspierają się one na ścianie budynku. Te skrajne klatki schodowe wysunięte są ponad linię dachu. Tu ukształtowano wyjścia na taras. Są one osłonięte skośnym daszkiem, wspartym na podporach w kształcie litery „V”. Analogicznie rozwiązano elewację wschodnią i zachodnią. Obie są asymetryczne, trójosiowe, z charakterystycznymi elementami i detalami architektonicznymi. Dwie osie tworzą piony loggi, a jedną okien. W wnętrzu budynku można wyróżnić cztery segmenty przy czym analogiczne ukształtowanie mają dwa segmenty środkowe i dwa segmenty skrajne. W segmentach skrajnym mieszkania położone są na różnych poziomach, co pół piętra. Układ parteru różni się od układu wyższych kondygnacji, gdzie na półpiętrze wydzielono mieszkanie dwupokojowe o powierzchni wynoszącej 54 m², a na piętrze jedno mieszkanie trzypokojowe i jedno mieszkanie jednopokojowe. W segmentach środkowych wydzielono natomiast na każdym piętrze po dwa trzypokojowe mieszkania o powierzchni 65,7 m². W mieszkaniach udało się urządzić widną kuchnię, małą łazienkę bez okna, a także znalazło się miejsce na wbudowane szafy.

#### Ulica Mikołaja Reja 42-44
Jedyny budynek osiedla, którego adres przypisany jest do ulicy Mikołaja Reja. Ten budynek określany jest jako plombowy. Przylega bowiem do zachowanej kamienicy pod numerem 40. Kubatura budynku wynosi 7.300 m³, a powierzchnia użytkowa 1.410 m². W budynku znajdują się dwie klatki schodowe. Bryła budynku jest zwarta. Ma pięć kondygnacji nadziemnych i jedną podziemną. Przykryty jest dachem płaskim, z lekkim spadkiem w kierunku zachodnim. Dach ten z trzech stron otacza niska ścianka attykowa. Rzut prostokątny na płaszczyznę terenu ma kształt prostokąta ustawionego dłuższym bokiem wzdłuż ulicy. Wejścia do budynku znajdują się od strony podwórza. W szczytowej ścianie północnej umiejscowiono zewnętrzne wejście do piwnic. Każda z elewacji budynku ukształtowana jest w sposób odmienny. I tak elewacja wschodnia, od strony ulicy, jest symetryczna i ma dziesięć osi. Występuje ty wyraźny podział na pięć części. Po tej stronie budynku ukształtowano loggie. Są one ujęte we wspólne obramienia. Tworzą trzy podwójne, pionowe moduły, które oddzielone są od siebie dwoma osiami typowych, podwójnych okien. Urozmaiceniem jest naprzemienny układ balustrad loggi. Każda składa się z dwóch części. Jedna część to pełna ścianka, a druga to balustrada z prostych kątowników. Tu umieszczono skrzynki na kwiaty. Elewacja zachodnia od podwórza z wejściami do klatek schodowych również jest symetryczna i ma 14 osi. Podzielona jest dwiema wnękami, w których znajdują się piony klatek schodowych doświetlonych czterema dwudzielnymi oknami, przy czym pierwotnie były to cztery pionowe otwory wypełnione luksferami. Detal architektoniczny zdobi na tej elewacji wejścia do klatek schodowych. Są to daszki wsparte na skośnych ściankach rozszerzających się ku górze, dodatkowo z trzema okrągłymi prześwitami. Elewacja północna jest asymetryczna, jednoosiowa. W budynku na kondygnacjach wydzielono po trzy dwupokojowe mieszkania. Dwa z nich mają powierzchnię 59,6 m² a jedno 57,4 m². W mieszkaniach udało się urządzić widną kuchnię, małą łazienkę i osobną toaletę, a także znalazło się miejsce na wbudowane szafy.

### Pawilon handlowo-usługowy
Jak wcześniej wspominano jest to budynek w stylistyce uproszczonego modernizmu. Od strony ulicy na elewacjach umieszczono duże przeszklenia i charakterystyczny podcień wsparty na słupach. Kubatura budynku wynosi 4.300 m³, a powierzchnia użytkowa 754 m². Jest to budynek jednokondygnacyjny o rozczłonkowanej bryle, częściowo podpiwniczony. Został zbudowany w ten sposób, iż jest wyniesiony ponad przyległy teren. Wokół niego ukształtowano platformę, a do komunikacji zbudowano schody i rampy. W rzucie poziomym na płaszczyznę terenu składa się on z dwóch części, każda z nich oparta na planie prostokąta. Części te są przesunięte względem siebie. Dłuższe boki tych prostokątów są równoległe do ulicy Henryka Sienkiewicza. Tu umieszczono wejścia główne do lokali urządzonych w pawilonie, z wyjątkiem kiosku, który położony jest od strony ulicy Łukasza Górnickiego, podobnie jak dojazd dla samochodów dostawczych na zaplecze, gdzie w tylnych ścianach budynku umiejscowiono wejścia na zaplecze. Całość nakryta jest dachem płaskim, z niewielkim spadkiem w kierunku północnym. Jest on częściowo zasłonięty i urozmaicony niskimi ściankami. Takie ukształtowanie daje efekt wyróżnienia poszczególnych części budynku. Fasada budynku, stanowiąca elewację południową od strony głównej ulicy Henryka Sienkiewicza i tworząca jej północną pierzeję, składa się z trzech osi dużych okien wystawowych dawnej kawiarni i jednej osi cofniętej względem lica muru. W drugiej zaś jej części charakterystyczny jest wysunięty daszek wsparty na sześciu okrągłych słupach. Tu również istniały duże przeszklenia, ale współcześnie ta elewacja pozostaje bezokienna, tylko w około ⅓ jej długości znajduje się wejście do sklepu. W elewacji tylnej znajduje się rząd małych okienek, wejścia na zaplecze i wysunięty daszek na całej jej długości. Zachodnia elewacja pozbawiona jest okien, a jedynie znajduje się tu wejście do kiosku. We wschodniej elewacji znajduje się jedno okno. Tu również położona jest wbudowana stacja transformatorowa. W budynku znajduje się winda przeznaczona do transportu pionowego towarów.

## Aspekty budowlane

### Budynki mieszkalne
Budynki mieszkalne posadowione są na fundamentach wykonanych ze żwirobetonu. Konstrukcję stanowią ściany nośne rozmieszczone w układzie poprzecznym wykonane z gruzobetonu jednofrakcyjnego. Ścianki działowe i inne nienośne wymurowano z pustaków typu Siporex lub cegły dziurawki. Stropy poszczególnych kondygnacji wykonane zostały z elementów gęstożebrowych typu D.M.S. Nad ostatnią kondygnacją wykonano stropodach wentylowany z pustką powietrzną. Jako izolację termiczną wykorzystano żużel, na którym wykonano szlichtę cementową. Nad pustką zbudowano dach z płyt bytomskich. Jego pokryciem jest podwójna papa na lepiku. Nieco inaczej wygląda dach nad budynkiem przy ulicy Łukasza Górnickiego 37, który przylega do historycznej zabudowy. Tu wykonano dach w oparciu o więźbę dachową z drewna w konstrukcji kleszczowo-płatwiowej. Pokrycie wykonano z dachówki karpiówki. Elewacje budynków wykonano zasadniczo jako tynkowane jasnym tynkiem szlachetnym. Niektóre współcześnie są wykonane w odmienny sposób, np. jako ocieplone i malowane w różnych kolorach.
We wnętrzach budynków wykonano posadzki w różnych technologiach w zależności od położenia. I tak na korytarzach i schodach wykonano posadzki lastrykowe, w mieszkaniach klepka trocinowa (pierwotnie), a w piwnicach posadzki betonowe. Balustrady schodowe zostały wykonane z płaskowników i kątowników, a pochwyt pokryto taśmą PVC. Większość otworów okiennych ukształtowano jako znormalizowane, prostokątne, dwudzielne lub dwudzielne połączone z drzwiami balkonowymi. Na klatach schodowych obecnie zamontowane są prostokątne, dwudzielne okna plastikowe lub wykonane są pionowe, prostokątne ścianki z luksferów. Natomiast w budynku ulicy Łukasza Górnickiego 37 znajdują podwójne, poziome okna oddzielone od siebie pasami muru, a w poziomie poddasza małe, prostokątne, dwudzielne.

### Pawilon usługowy

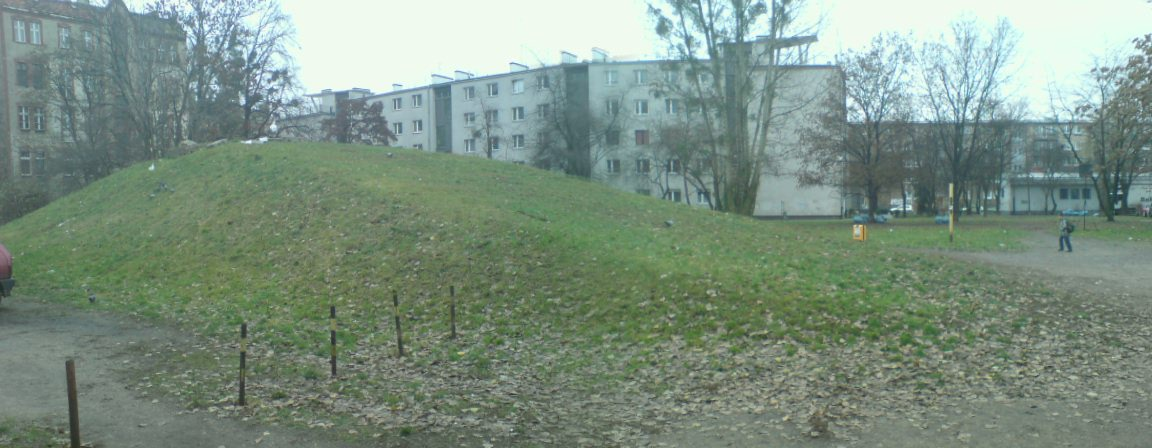
Górka, w tle bud. przy ul. H. Sienkiewicza i pawilon

Fundamenty budynku usługowego wykonano jako betonowe, wylewane na mokro. Ściany konstrukcyjne wymurowano z cegły pełnej, a ścianki działowe z cegły dziurawki. Stropodach został oparty podciągach wykonanych z żelbetu. Zrobione zostało jego ocieplenie z paroizolacją. Schody do piwnicy są wykonane jako typowe biegi żelbetowe. Od strony głównej ulicy zamontowano duże okna wystawowe, witryny, wykorzystując do tego celu ślusarkę metalową, w kiosku okna plastikowe, a od strony wnętrza międzyblokowego zastosowano okna drewniane, krosnowe, które dodatkowo zostały zabezpieczone poprzez ich zakratowanie. Także drzwi do lokali wykonano jako metalowe przeszklone od strony ulicy, później w jednym z lokali wymienione na PVC. Elewacje wykonano jako tynkowane i malowane. Jeżeli zaś chodzi o wnętrza to posadzki wykonano z płytek gresowych i z lastrico, a w piwnicach z betonu. Na zewnątrz przy pawilonie schody zewnętrzne wykonane częściowo jako betonowe i lastricowe, a częściowo wyłożone betonową kostką – przy kiosku. W budynku wykonane są następujące instalacje: centralnego ogrzewania, wodne, kanalizacyjne, gazowe, elektryczne, klimatyzacji.

## Zieleń
Osiedle charakteryzuje się rozluźnionym układem zabudowy, szczególnie w porównaniu z otaczającą je gęstą tkanką miejską, której kształtowanie rozpoczęto w XVIII wieku, uwzględniającym postulaty i zasady wynikające z Karty Ateńskiej, co umożliwiło kreowanie stosunkowo bogatych, wewnętrznych terenów zieleni.
Zieleń osiedla obejmuje zarówno zieleń międzyblokową, szczególnie pomiędzy grzebieniowo ustawionymi w rozluźnionej zabudowie budynkami przy ulicy Łukasza Górnickiego, jak i przestronny zieleniec wykreowany wewnątrz całego kwartału zabudowy. Pośród tej zieleni znajdują się chodniki stanowiące dojścia do budynków i przejścia przez cały dziedziniec, oraz ścieżki komunikacyjne i spacerowe. Z pochodzącego z wykopów i zastanego gruntu usypano górkę przeznaczoną do zjazdów na sankach i nartach dla dzieci. Obok niej zachowała się szczątkowo prostokątna niecka dawnego lodowiska o wymiarach wynoszących 15x14 m. Na terenie wydzielono także miejsca zabaw dla dzieci. Układ urządzonej tu zieleni określa się jako swobodny. Na znacznym obszarze kwartału urządzono trawniki w układzie geometrycznym obrzeżone żywopłotami oraz posadzono liczne drzewa. W składzie gatunkowym drzew wymienia się: topole włoskie (Populus nigra L. 'Italica'), surmie bignoniowe (Catalpa bignonioides), m.in. o obwodzie 150 cm, topole czarne (Populus nigra), m.in. o obwodzie około 240 cm, młode czeremchy (Prunus serotina), jesiony wyniosłe (Fraxinus excelsior), jawory (Acer pseudoplatanus), śliwy domowe (P. domestica ssp. Syriach). Natomiast spośród krzewów wymienia się następujące gatunki: jaśminowce wonne (Philadelphus coronarius), lilaki pospolite (Syringa vulgaris), forsycje (Forsythia × intermedia), sumaki (Rhus typhina), złotokapy (Laburnum anagyroides), głogi pośrednie (Crataegus × media), m.in. największy o obwodzie 140 cm położony jest przy ulicy Henryka Sienkiewicza.

## Odbiór, opinie
Kolonia WSM była pierwszym osiedlem w obrębie wrocławskiego Śródmieścia zbudowanym w oparciu o koncepcje modernistyczne, usytuowanym w miejscu zniszczonego podczas oblężenia Wrocławia w 1945 r. kwartału kamienic, pośród gęstej, XIX-wiecznej zabudowy pierzejowej o całkowicie odmiennym układzie urbanistycznym. W grudniu 1958 r. Rada Techniczna Wojewódzkim Biurze Projektów Budownictwa Wiejskiego we Wrocławiu, w którym powstawał projekt osiedla, wydała opinię, zawierającą ocenę zaproponowanych rozwiązań. Według tej opinii architekturę obiektów oceniono i określono jako ciekawą, natomiast pod względem analizy ekonomicznej stwierdzono w niej poprawność i oszczędność przyjętych rozwiązań. Osiedle i jego wspominany, modernistyczny układ urbanistyczny, zbiera pozytywne oceny także współcześnie, a dzięki zastosowaniu określonych rozwiązań architektonicznych i odpowiedniemu doborowi rozmieszczenia obiektów, wskazuje się także na stosunkowo dobre wkomponowanie w istniejące sąsiedztwo. Rozmieszczenie pawilonu i budynku mieszkalnego wzdłuż ulicy Henryka Sienkiewicza stanowił przemyślany i skuteczny zabieg projektowy. Pozwolił on na optyczne wypełnienie północnej pierzei ulicy i wyeliminował ewentualne wrażenie jej przerwania. Innym ważnym skutkiem takiego kształtowania i rozmieszczenia obiektów było oddzielenie zielonego, osiedlowego wnętrza międzyblokowego od ruchliwej ulicy Henryka Sienkiewicza. Z kolei propagowany ówcześnie i zastosowany zabieg rozluźnienia zabudowy w przypadku tego osiedla jak oceniają współcześni autorzy publikacji był przemyślany i krytyczny. Projektant wziął pod uwagę zarówno lokalizację, jak i sąsiedztwo powstających budynków. Natomiast zaprojektowanie budynków położonych wzdłuż ulic i przylegających do zachowanej, historycznej zabudowy, jako wyższych oraz o węższym trakcie niż wolnostojące budynki grzebieniowe, również ocenia się pozytywnie, w kontekście ich wpisania i dostosowania do XIX-wiecznej, przyległej zabudowy kamienicowej. Współcześnie wskazuje się, iż osiedle to skutecznie wkomponowano w starszą dzielnicę, dzięki czemu stało się jej integralna częścią. Całe założenie przestrzenne uznawane jest za przemyślane, a architektura budynków za ciekawą, o prostym detalu, stanowiącą znak rozpoznawczy osiedla. Ponadto spotyka się w publikacjach przykładowo takie określenia jak ładne budynki, solidna i luźna zabudowa, sprawiająca bardzo dobre wrażenie.
Wskazując konkretne obiekty w kompozycji zabudowy i ich nawiązania do otocznia wymienia się przede wszystkim budynki wzdłuż ulicy Henryka Sienkiewicza nawiązujące do sąsiedniej, pierzejowej zabudowy, budynek przy ulicy Łukasza Górnickiego 31, 33, 35, liniowo ustawiony względem ulicy, który nawiązuje kompozycyjnie do zwartej bryły budynku akademika leżącego po przeciwnej stroni ulicy i który optycznie łączy nowszą i starszą zabudowę, a zabieg ten wzmacnia budynek pod numerem 37 przylegający do dalszej pierzei zachowanych kamienic o ukształtowanym jako trójspadowy dachu dostosowanym do nich. Podobnie odbudowuje pierzeję zachodnią ulicy Mikołaja Reja budynek pod numerami 42 i 44 przylegający do pojedynczej, zachowanej kamienicy z pod numeru 40.
Podkreśla się szczególną wartość tego założenia przestrzennego, jego wyjątkowość na terenie Wrocławia, przemyślaną kompozycję, kameralną architekturę, harmonijność mimo zastosowania kilku odmiennych zabiegów kompozycyjnych oraz stworzenie optymalnych warunków mieszkaniowych na stosunkowo niewielkim terenie. Te osiągnięcia to także efekt konsekwencji w stosowaniu zasad wynikających z Karty Ateńskiej, między innymi poprzez rozluźnienie zabudowy, dużą ilość zieleni, zapewnienie maksimum światła i świeżego powietrza. Wyrażany jest zdecydowany sprzeciw wobec każdej nieprzemyślanej ingerencji w wykreowany układ, w szczególności wobec ewentualności dogęszczenia zabudowy, rozbudowy, czy nadbudowy. Przy czym w zakresie tego ostatniego działania za dopuszczalne uznaje się podwyższenie o jedną kondygnację pawilonu usługowego przy ulicy Henryka Sienkiewicza, zgodnie z pierwotnym założeniem, dzięki czemu narożnik przy skrzyżowaniu uzyskałby wyraźniejszy akcent. Także ochrony wymaga sama architektura obiektów. Postuluje się staranność i przemyślane działanie w przypadku remontów tak aby zachować proporcje i detal stanowiące o indywidualnym charakterze całego zespołu. Zespół budynków mieszkalno-usługowych według niektórych opinii prezentuje wysoką kulturę projektowania i myślenia o przestrzeni miejskiej wymagający zachowania i ochrony.
Ogólny stan zachowania całego zespołu uznaje się za dobry, natomiast w odniesieniu do poszczególnych budynków jako zróżnicowany. Wśród bolączek wymienia się zaniedbania dotyczące terenu, w szczególności zieleni, ścieżek, chodników i małej architektury, chaosu w zakresie rozmieszczenia tablic informacyjnych, szyldów i reklam, czy w zakresie szeroko rozumianego porządku. Konkretne budynki choć generalnie zachowują swój pierwotny charakter, także podlegały niekorzystnym przeobrażeniom. Przykładem są wyżej wspomniane zmiany w zakresie doświetlenia klatek schodowych, gdzie wyrugowano luksfery i wprowadzono nowe układy okien. Zmiany te dotyczą także prowadzonych ociepleń i malowania elewacji.
Rzadziej spotyka się opinie przeciwne wyrażające pogląd, że nowa zabudowa z lat 60. i 70. XX wieku nie była dobrze zharmonizowana z otoczeniem.

## Ochrona
Cały obszar, w ramach którego leży Kolonia WSM, chroniony jest i wpisany do gminnej ewidencji zabytków, gdzie określony jest jako historyczny układ urbanistyczny Przedmieścia Piaskowego, stanowiący część Śródmieścia we Wrocławiu. W tym przypadku ochronie podlega również założenie przestrzenne kształtowane począwszy od XVIII wieku do 1945 r. Rodzaj ochrony określono jako inny. Założenie to widnieje pod identyfikatorem INSPIRE_ID: PL.1.9.ZIPOZ.NID_E_02_UU.4375. Stan zachowania określa się jako 4 – dobry / 5 – bardzo dobry.
Osiedle mieszkaniowe jako założenie przestrzenne także chronione jest w ramach wpisu go gminnej ewidencji zabytków. Określone jest tam jako zespół budynków mieszkalno-usługowych przy ulicy Górnickiego z lat 50. XX wiek. Rodzaj ochrony określono jako inny. Zespół domów mieszkalno-usługowych ma przypisany identyfikator INSPIRE_ID: PL.1.9.ZIPOZ.NID_E_02_ZE.15428.
Pośród obiektów osiedla ochronie podlegają budynki wg poniższego zestawienia.
| oznaczenie | adres                                     | INSPIRE_ID                      | fotografia |
| ---------- | ----------------------------------------- | ------------------------------- | ---------- |
| A          | ulica Łukasza Górnickiego 37              | PL.1.9.ZIPOZ.NID_E_02_BK.165751 |            |
| B          | ulica Łukasza Górnickiego 31, 33, 35      | PL.1.9.ZIPOZ.NID_E_02_BK.165765 |            |
| C1         | ulica Łukasza Górnickiego 27, 29          | PL.1.9.ZIPOZ.NID_E_02_BK.166870 |            |
| C2         | ulica Łukasza Górnickiego 23, 25          | PL.1.9.ZIPOZ.NID_E_02_BK.166859 |            |
| C3         | ulica Łukasza Górnickiego 19, 21          | PL.1.9.ZIPOZ.NID_E_02_BK.166849 |            |
| C4         | ulica Łukasza Górnickiego 15, 17          | PL.1.9.ZIPOZ.NID_E_02_BK.165792 |            |
| C5         | ulica Łukasza Górnickiego 11, 13          | PL.1.9.ZIPOZ.NID_E_02_BK.165780 |            |
| D          | ulica Henryka Sienkiewicza 76-84          | PL.1.9.ZIPOZ.NID_E_02_BK.166884 |            |
| E          | ulica Henryka Sienkiewicza 86, 88, 90, 92 | PL.1.9.ZIPOZ.NID_E_02_BK.166879 |            |
| F          | ulica Mikołaja Reja 42, 44                | PL.1.9.ZIPOZ.NID_E_02_BK.166882 |            |

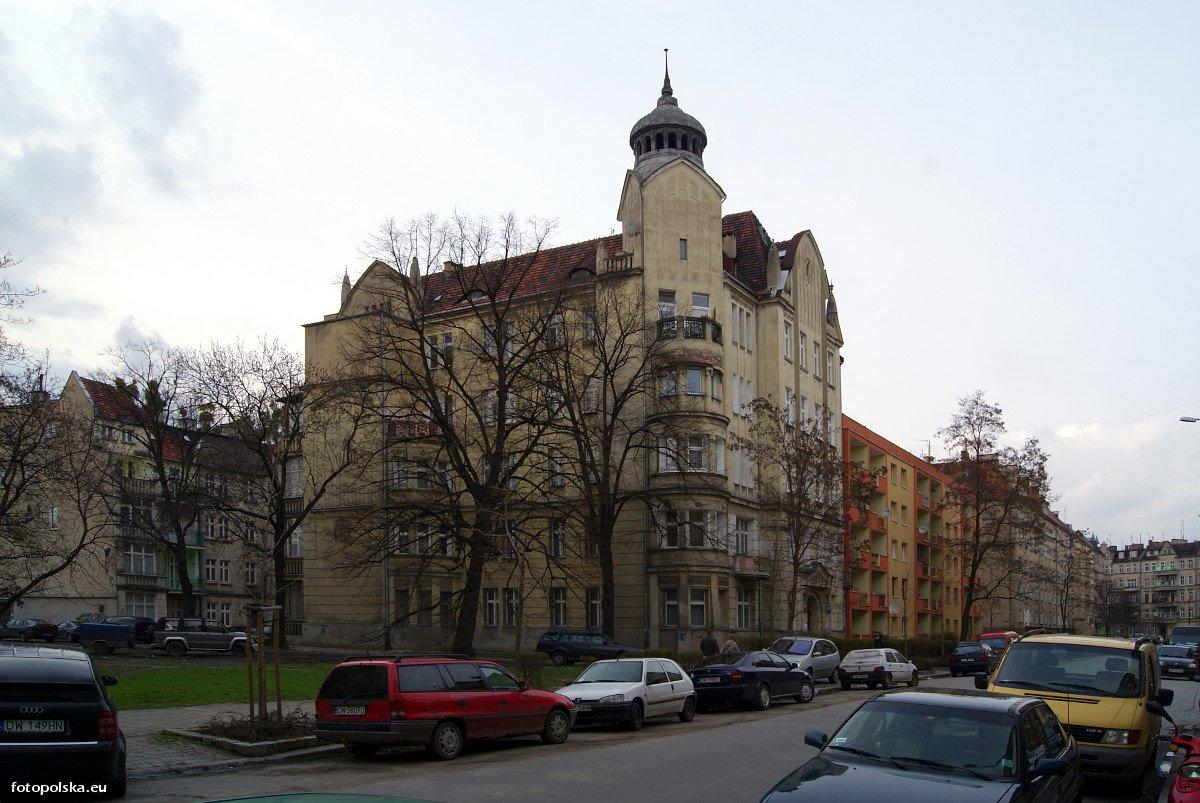
Ul. M. Reja 40 i oficyna, dalej bud. 42-44

Można ponadto wspomnieć, iż w chronionym obszarze zespołu zabudowy znajdują się trzy zachowane kamienice wpisane do gminnej ewidencji zabytków. Jedną nich jest dom przy ulicy Mikołaja Reja 36, pochodzący z 1902 r. (około 1910 r.). Ma przypisany identyfikator INSPIRE_ID: PL.1.9.ZIPOZ.NID_E_02_BK.169146, a rodzaj ochrony jako inny. Druga to kamienica przy ulicy Mikołaja Reja 40 (kolejność obiektu w zespole: 1) z 1906 r., dla której określono rodzaj ochrony jako inny, a trzecia to oficyna mieszkalna pod numerem 40a (kolejność obiektu w zespole: 2) z 1910 r., z ochroną w ramach ewidencji określoną również na inny rodzaj ochrony.
Można także wspomnieć, iż osiedle było wymienione na liście obiektów postulowanych do wpisu na listę wrocławskich dóbr kultury współczesnej.

### fotopolska.eu
- Górnickiego 11-13, [w:] Polska / woj. dolnośląskie / Wrocław / Plac Grunwaldzki (osiedle) / ul. Górnickiego Łukasza [online], fotopolska.eu, ID: b12016 [dostęp 2023-09-27] (pol.).
- Górnickiego 15-17, [w:] Polska / woj. dolnośląskie / Wrocław / Plac Grunwaldzki (osiedle) / ul. Górnickiego Łukasza [online], fotopolska.eu, ID: b12015 [dostęp 2023-09-27] (pol.).
- Górnickiego 19-21, [w:] Polska / woj. dolnośląskie / Wrocław / Plac Grunwaldzki (osiedle) / ul. Górnickiego Łukasza [online], fotopolska.eu, ID: b12014 [dostęp 2023-09-27] (pol.).
- Górnickiego 23-25, [w:] Polska / woj. dolnośląskie / Wrocław / Plac Grunwaldzki (osiedle) / ul. Górnickiego Łukasza [online], fotopolska.eu, ID: b12013 [dostęp 2023-09-27] (pol.).
- Górnickiego 27-29, [w:] Polska / woj. dolnośląskie / Wrocław / Plac Grunwaldzki (osiedle) / ul. Górnickiego Łukasza [online], fotopolska.eu, ID: b10798 [dostęp 2023-09-27] (pol.).
- Górnickiego 31-35, [w:] Polska / woj. dolnośląskie / Wrocław / Plac Grunwaldzki (osiedle) / ul. Górnickiego Łukasza [online], fotopolska.eu, ID: b12012 [dostęp 2023-09-27] (pol.).
- Górnickiego 37, [w:] Polska / woj. dolnośląskie / Wrocław / Plac Grunwaldzki (osiedle) / ul. Górnickiego Łukasza [online], fotopolska.eu, ID: b12011 [dostęp 2023-09-27] (pol.).
- Reja 42-44, [w:] Polska / woj. dolnośląskie / Wrocław / Plac Grunwaldzki (osiedle) / ul. Reja Mikołaja [online], fotopolska.eu, ID: b277384 [dostęp 2023-09-27] (pol.).
- Pawilon handlowo - usługowy, [w:] Polska / woj. dolnośląskie / Wrocław / Plac Grunwaldzki (osiedle) / ul. Sienkiewicza Henryka [online], fotopolska.eu, ID: b95047 [dostęp 2023-09-27] (pol.).
- Sienkiewicza 86-92, [w:] Polska / woj. dolnośląskie / Wrocław / Plac Grunwaldzki (osiedle) / ul. Sienkiewicza Henryka [online], fotopolska.eu, ID: b11844 [dostęp 2023-09-27] (pol.).

### polska-org.pl
- Budynek nr 11-13, [w:] Polska / Województwo dolnośląskie / Wrocław  / Ołbin  / ul. Górnickiego Łukasza [online], polska-org.pl (Wratislaviae Amici), ID: 515166 [dostęp 2023-09-27] (pol.).
- Budynek nr 15-17, [w:] Polska / Województwo dolnośląskie / Wrocław  / Ołbin  / ul. Górnickiego Łukasza [online], polska-org.pl (Wratislaviae Amici), ID: 515165 [dostęp 2023-09-27] (pol.).
- Budynek nr 19-21, [w:] Polska / Województwo dolnośląskie / Wrocław  / Ołbin  / ul. Górnickiego Łukasza [online], polska-org.pl (Wratislaviae Amici), ID: 515164 [dostęp 2023-09-27] (pol.).
- Budynek nr 23-25, [w:] Polska / Województwo dolnośląskie / Wrocław  / Ołbin  / ul. Górnickiego Łukasza [online], polska-org.pl (Wratislaviae Amici), ID: 515163 [dostęp 2023-09-27] (pol.).
- Budynek nr 27-29, [w:] Polska / Województwo dolnośląskie / Wrocław  / Ołbin  / ul. Górnickiego Łukasza [online], polska-org.pl (Wratislaviae Amici), ID: 515162 [dostęp 2023-09-27] (pol.).
- Budynek nr 31-35, [w:] Polska / Województwo dolnośląskie / Wrocław  / Ołbin  / ul. Górnickiego Łukasza [online], polska-org.pl (Wratislaviae Amici), ID: 515161 [dostęp 2023-09-27] (pol.).
- Budynek nr 37-39, [w:] Polska / Województwo dolnośląskie / Wrocław  / Ołbin  / ul. Górnickiego Łukasza [online], polska-org.pl (Wratislaviae Amici), ID: 515159 [dostęp 2023-09-27] (pol.).
- Budynek nr 42-44, [w:] Polska / Województwo dolnośląskie / Wrocław  / Ołbin  / ul. Reja Mikołaja [online], polska-org.pl (Wratislaviae Amici), ID: 563847 [dostęp 2023-09-27] (pol.).
- Sklep "Heva", [w:] Polska / Województwo dolnośląskie / Wrocław  / Ołbin  / ul. Sienkiewicza Henryka [online], polska-org.pl (Wratislaviae Amici), ID: 3290612 [dostęp 2023-09-27] (pol.).
- Budynek nr 86-92, [w:] Polska / Województwo dolnośląskie / Wrocław  / Ołbin  / ul. Sienkiewicza Henryka [online], polska-org.pl (Wratislaviae Amici), ID: 513524 [dostęp 2023-09-27] (pol.).

### pozostałe
- Fotomapy ukośne 2015 [online], geoportal.wroclaw.pl; Urząd Miejski Wrocławia [dostęp 2023-09-27] (pol.).
- Wikimapia [online], wikimapia.org [dostęp 2023-09-27] (pol.).